# Ghiacciaio Iskar
Il Ghiacciaio Iskar (in lingua bulgara: Ледник Искърски, Lednik Iskarski) è un ghiacciaio antartico dell'Isola Livingston, nelle Isole Shetland Meridionali, in Antartide. È situato a sudest del Ghiacciaio Huron, a ovest-sudovest del Sopot Ice Piedmont e a nord del Ghiacciaio Dobrudzha e del Ghiacciaio Magura.
Drena i versanti settentrionali dei Monti Tangra tra l'Helmet Peak a ovest e il Delchev Peak a est e fluisce in direzione nord verso la Bruix Cove tra Yana Point e Rila Point.
La denominazione è stata assegnata nel 2002 dalla Commissione bulgara per i toponimi antartici e fa riferimento all'Iskăr, il fiume più lungo della Bulgaria.

## Localizzazione
Il punto mediano del ghiacciaio è posizionato alle coordinate 62°38′20″S 59°59′20″W. Rilevazione topografica bulgara nel corso della spedizione Tangra 2004/05 e mappatura nel 2005 e 2009.

## Mappe
- L.L. Ivanov et al. Antarctica: Livingston Island and Greenwich Island, South Shetland Islands. Scale 1:100000 topographic map. Sofia: Antarctic Place-names Commission of Bulgaria, 2005.
- L.L. Ivanov.  Antarctica: Livingston Island and Greenwich, Robert, Snow and Smith Islands (JPG), su apcbg.org.. Scale 1:120000 topographic map. Troyan: Manfred Wörner Foundation, 2009.